# Aéroport Bălți-Ville
L'aéroport Bălți-Ville (code OACI : LUBA) (en roumain : Aeroportul Bălți-Oraș, en russe : Аэропорт Бельцы-Город), est un aéroport situé à Bălți, 3,2 km à l'est du centre de Bălți, Moldavie. Contrairement à l'Aéroport International Bălți-Leadoveni, Bălți-Ville est un aéroport régional. L'aéroport de Bălți-Ville était le deuxième plus grand aéroport de Moldavie et l'un des deux principaux aéroports civils de Bălți (le deuxième étant l'Aéroport International Bălți-Leadoveni situé dans la banlieue nord de Bălți à Corlăteni). L'aéroport, son aérogare, ses hangars et sa piste sont situés dans la ville de Bălți à sa limite est touchant Raion de Sîngerei. L'aéroport a été exploité commercialement par Moldaeroservice en tant que dernier exploitant.
Créé après la Seconde Guerre mondiale pour remplacer le principal aérodrome militaire moldave de Bălți (situé dans la banlieue nord de Bălți, à Singureni) et pour faire face à sa saturation, l'aéroport civil Bălți-Ville a été le deuxième aéroport le plus fréquenté de Moldavie soviétique par rapport au trafic aérien domestique moldave et interne soviétique jusqu'à la fin des années 1980, lorsque le deuxième aéroport de Bălți, l'Aéroport International Bălți-Leadoveni, est devenu opérationnel.
L'aéroport Bălți-Ville a cessé ses activités aéroportuaires et de navigation aérienne en 2010, à la suite du transfert de tous les biens immobiliers et terrains de l'aéroport au profit de la Zone économique libre de Bălți[1], à la condition que la Zone économique libre de Bălți construise des biens immobiliers à l'Aéroport International Bălți-Leadoveni pour remplacer les biens immobiliers reçus de l'aéroport municipal de Bălți-Ville.
L'aéroport Bălți-Ville est situé dans les limites de l'est de la zone urbaine de Bălți, en face de la banlieue est de Bălți, le village d'Elizaveta, qui fait partie de la municipalité de Bălți, à une distance de 3,2 km du centre de Bălți. L'aéroport se compose d'un terminal passagers qui a servi d'aérogare pour les vols intérieurs moldaves ainsi que pour les vols intérieurs soviétiques. En 1977, le nombre de vols intérieurs de Chișinău à Bălți était 7 fois supérieur au nombre de vols vers toute autre destination intérieure la plus populaire en Moldavie. Au cours de son existence, l'aéroport de Bălți-Ville a desservi une trentaine de destinations : des destinations intérieures locales et celles dans les républiques soviétiques voisines (RSSU, RSFSR).
Pendant la période soviétique, l'aéroport de Bălți-Ville était un hub pour les avions et les hélicoptères des compagnies aériennes Aeroflot, l'unité d'aviation combinée de Bălți (régiment d'aviation civile n° 281) de la Direction de l'aviation civile de la MSSR, avec des escadrons d'aviation civile de Bălți à l'aéroport de Chișinău et l'aérodrome de Bender (Tighina), ainsi que pour les avions et les hélicoptères de Moldaeroservice.

## Situation géographique

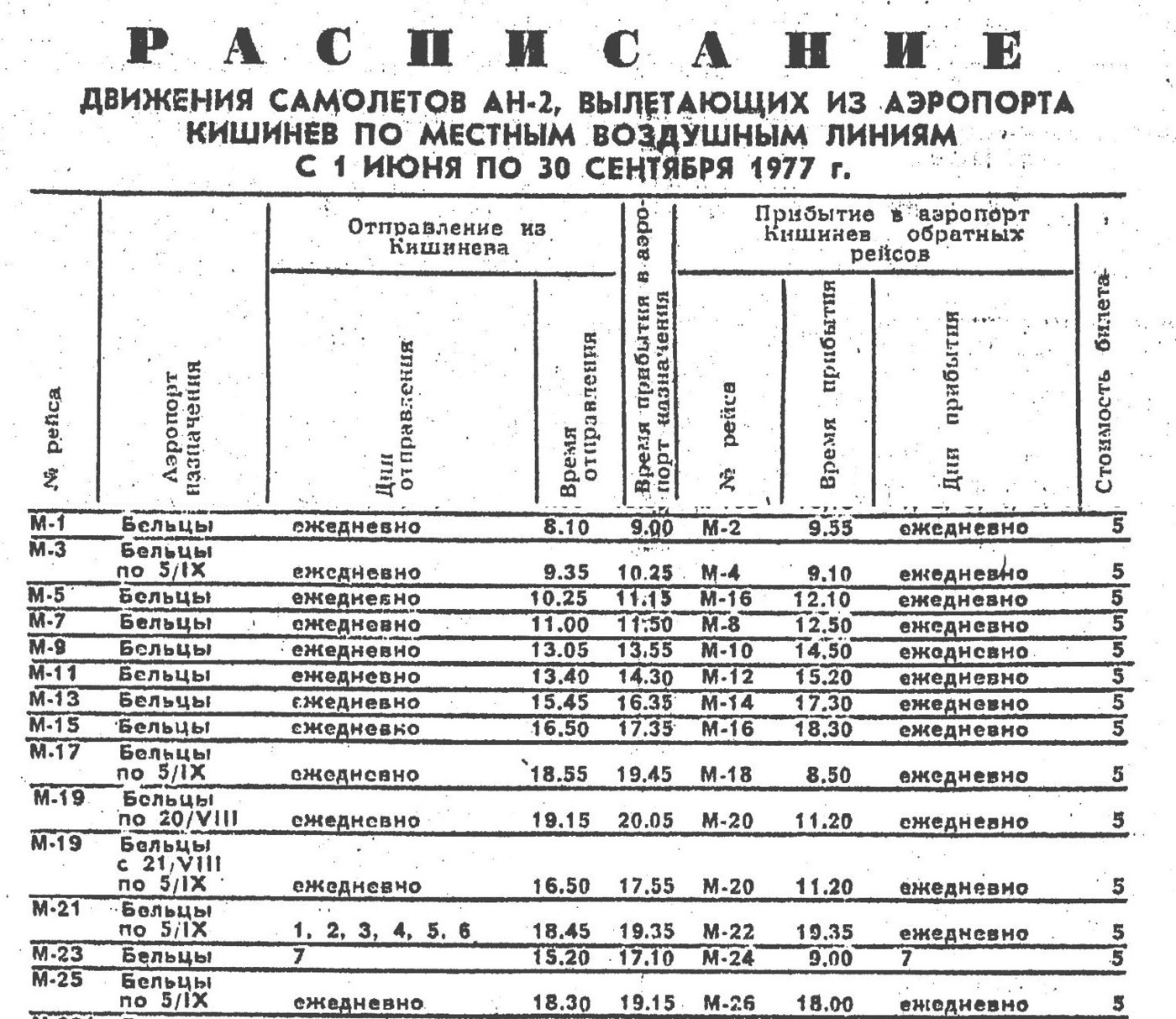
Vols réguliers de Chisinau à Balti, 1977. Le nombre de vols vers Balti au départ de Chisinau est 7 fois supérieur au nombre de vols vers toute autre destination locale la plus populaire.

L'aéroport Bălți-Ville se trouve dans la ville de Bălți même, à son extrémité de l'est (quartier "Autogara de Nord"). Cet aéroport est facilement joignable avec la ligne 1 de trolleybus, à 10 minutes du centre ville.
| \| 50 km1:6 237 000 \| Chișinău Bălți-Leadoveni Aérodrome de Tiraspol Bălți-Ville |
| 50 km1:6 237 000                                                                  |

## Destinations
L'aéroport Bălți-Ville et son héliport desservent principalement les destinations locales dans les cantons voisins de Moldavie. Les avions et les hélicoptères basés à Bălți-Ville sont surtout utilisés dans le domaine de l'agriculture et des services publics.

## Histoire
Pendant la Seconde Guerre mondiale, Bălți-Ville a été l'aéroport le plus important des régions voisines.